# UN-Wasser
UN-Wasser (englisch UN-Water) ist eine Unterorganisation der Vereinten Nationen, die 2003 nach dem Weltgipfel für nachhaltige Entwicklung 2002 eingerichtet wurde; ihr ursprünglicher Zweck war die Unterstützung von Staaten bei der Erreichung der „Millenniums-Entwicklungsziele“ im Bereich „Wasser“ bis 2015; darüber hinaus organisiert sie die Weltwasserkonferenz.
Der aktuelle Hauptzweck bestehe darin, die Aktivitäten der zahlreichen (>30) Organisationen der Vereinten Nationen, die Wasser- und Sanitärprogramme durchführen zu koordinieren und dadurch Synergien zu schaffen, um die Effizienz zu maximieren. Das Endziel bestehe darin, dass den Mitgliederstaaten der Vereinten Nationen geholfen werden solle die vereinbarten Wasserziele zu erreichen, wobei UN-Water auch als Kontrolleur bzw. Berichterstatter fungiert.
Ihre Hauptthemen sind Trinkwasser und der Zugang dazu, Wasserressourcen, -verschmutzung sowie wasserbedingte Katastrophen weltweit; außerdem zielt UN-Water auf eine verbesserte Kooperation zwischen Regierungsaktivitäten und Entwicklungsorganisationen ab.
Vorsitzender der UN-Water ist Alvaro Lario (seit Dezember 2023). UN-Water richtet den jährlich stattfindenden Weltwassertag aus und war verantwortlich für die UN-Dekade für Wasser 2005–2015, außerdem gibt sie den mittlerweile jährlich im März erscheinenden Weltwasserbericht heraus. Die Büros befinden sich hauptsächlich im Büro der Vereinten Nationen in Genf (CH).
Die 36 Mitglieder bestehen aus Einrichtungen, Programmen und Finanzierungsinstrumenten der UN, die mittelbar in Wasserthematiken involviert sind. Dazu gehören unter anderem die Weltgesundheitsorganisation, die Ernährungs- und Landwirtschaftsorganisation, die Weltorganisation für Meteorologie, das UN-Umweltprogramm, UNICEF, die Weltbankgruppe und das UN-Entwicklungsprogramm.